# Brodnica (Grande-Pologne)
Pour les articles homonymes, voir Brodnica (homonymie).
Brodnica (prononciation : [brɔdˈnit͡sa]) est un village de Pologne, situé dans la voïvodie de Grande-Pologne. Elle est le chef-lieu de la gmina de Brodnica, dans le powiat de Śrem.
Il se situe à 10 kilomètres au nord-ouest de Śrem (siège du powiat) et à 30 kilomètres au sud de Poznań (capitale régionale).

## Histoire
De 1815 à 1919, Brodnica fait partie de l'arrondissement de Schrimm dans le district de Posen dans la province de Posnanie.
De 1975 à 1998, Brodnica faisait partie du territoire de la voïvodie de Poznań.

Depuis 1999, le village fait partie du territoire de la voïvodie de Grande-Pologne.